# Chestertown
Chestertown é uma cidade  localizada no estado americano de Maryland, no Condado de Kent.

## Demografia
Segundo o censo americano de 2000, a sua população era de 4746 habitantes.
Em 2006, foi estimada uma população de 4914, um aumento de 168 (3.5%).

## Geografia
De acordo com o United States Census Bureau tem uma área de
7,3 km², dos quais 6,8 km² cobertos por terra e 0,5 km² cobertos por água. Chestertown localiza-se a aproximadamente 4 m acima do nível do mar.

## Localidades na vizinhança
O diagrama seguinte representa as localidades num raio de 20 km ao redor de Chestertown.